# Oplegnathidae
Famille
Genre
Les Oplegnathidae  sont une famille de poissons marins de l'ordre des Perciformes représentée par un seul genre et sept espèces.
La graphie Hoplegnathidae, parfois rencontrée, est incorrecte.

## Description
Il s'agit de poissons de taille moyenne (de 45 à 90 cm selon les espèces).

## Liste des espèces
Selon ITIS (15 déc. 2015), NCBI (15 déc. 2015) et World Register of Marine Species (15 déc. 2015)
- Oplegnathus Richardson, 1840
  - Oplegnathus conwayi Richardson, 1840
  - Oplegnathus fasciatus Temminck and Schlegel, 1844
  - Oplegnathus insignis Kner, 1867
  - Oplegnathus peaolopesi Smith, 1947
  - Oplegnathus punctatus Temminck and Schlegel, 1844
  - Oplegnathus robinsoni Regan, 1916
  - Oplegnathus woodwardi Waite, 1900